# Villanueva de Algaidas
Villanueva de Algaidas település Spanyolországban, Málaga tartományban. Villanueva de Algaidas Iznájar, Archidona, Antequera, Villanueva de Tapia, Cuevas Bajas és Cuevas de San Marcos községekkel határos. Lakosainak száma 4075 fő (2024).

## Népesség
A település népessége az elmúlt években az alábbi módon változott:
| Lakosok száma | 4147 | 4321 | 4503 | 4560 | 4485 | 4373 | 4238 | 4176 | 4146 | 4075 |
|               | 2001 | 2004 | 2007 | 2009 | 2012 | 2014 | 2017 | 2019 | 2022 | 2024 |